# Ectropothecium caloosiense
Ectropothecium caloosiense là một loài Rêu trong họ Hypnaceae. Loài này được (Austin) E. Britton mô tả khoa học đầu tiên năm 1904.